# Лебедев, Валерий Павлович
Вале́рий Па́влович Ле́бедев (14 ноября 1933, Ленинград — 5 июля 2021) — советский и российский нейрофизиолог, фармаколог, специалист по транскраниальной электростимуляции.

## Биография
Родился 14 ноября 1933 года в Ленинграде в еврейской семье врачей. Во время войны был эвакуирован из Ленинграда в Казахстан, где начал учиться в школе. После возвращения в Ленинград в начале 1944 года продолжал учёбу в школе, которую окончил в 1950 году. В этом же году поступил в 1-й Ленинградский медицинский институт имени академика И. П. Павлова, который окончил в 1956 году. Начиная с 1-го курса начал работать в кружках студенческого научного общества, сначала на кафедре микробиологии, а затем на кафедре фармакологии. Три работы, выполненные в студенческое время, были опубликованы. В одной из них, посвященной механизму феномена ускользания сердца из- под влияния вагуса, на основании ряда полученных фактов было высказано положение о том, что ускользание связано с возникновением пессимума частоты в окончаниях преганглионарных волокон в парасимпатических Ганглий ганглиях сердца. Позднее это было доказано с помощью микроэлектродной техники.
В. П. Лебедев скончался 5 июля 2021 года от последствий коронавирусной инфекции.

## Семья
Имеет дочь Анну и сына Павла.
Сын Павел был героем программы «Контрольная для взрослых» И. А. Шадхана. В 1991 году эммигригровал в США.

## Достижения
В 1956 году поступил в аспирантуру на кафедру фармакологии, руководимую академиком РАМН Артуром Викторовичем Вальдманом, аспирантуру закончил и защитил кандидатскую диссертацию на тему «Фармакотерапия экспериментальной спастичности». До 1966 года продолжал работать на кафедре фармакологии 1-го Ленинградского медицинского института в качестве ассистента и доцента и занимался изучением физиологии и фармакологии интернейронов задних рогов спинного мозга. В ходе этих исследований В. П. Лебедев разработал ряд методических приёмов, которые позволили ему регистрировать внеклеточно разряды некоторых групп нейронов, а именно нейронов Вальдейера (I слой по Рекседу), нейронов желатинозного вещества (II—III слои по Рекседу) и клеток столбов Кларка (X слой по Рекседу).
Особый интерес представили результаты изучения нейронов желатинозного вещества, которым уже в то время (конец 1950-х годов) отводилась важная роль в реализации анальгетического действия морфиноподобных веществ, причем полагалось, что эти нейроны участвуют в проведении болевых импульсов и соответственно обезболивание обусловлено их угнетением. В реальности В. П. Лебедевым в 1961—1962 годах было показано, что морфин, наоборот, активирует эти нейроны. В дальнейшем эти данные вполне совпали с положениями «воротной» теории боли и последующим обнаружением опиоидных рецепторов в нейронах желатинозного вещества. Сейчас принято, что активация нейронов желатинозного вещества способствует развитию анальгезии. В. П. Лебедев обратил внимание на то, что эти нейроны отвечают на афферентные стимулы с латентным периодом, намного превышающим одну синаптическую задержку. Это наблюдение послужило основанием для предположения, что афферентация к желатинозному веществу поступает опосредованно от нейронов из глубины заднего рога. Чтобы доказать правильность этого предположения нужно было разработать метод, с помощью которого удавалось бы отделить слои желатинозного вещества от остальной части заднего рога без повреждения прилежащих к разрезу ткани спинного мозга, показать, что вызванные ответы нейронов устраняются при наличии у них спонтанной активности. Для атравматического разобщения был разработан ультразвуковой режущий инструмент (1962 г.), применение которого позволило доказать правильность исходного предположения. Через два года это было полностью подтверждено в публикации известного венгерского морфолога Яноша Сентаготаи.
При работе с ультразвуковыми режущими инструментами стало очевидно, что это устройство может иметь широкое применение в хирургии благодаря существенному уменьшению режущего усилия и соответственно травмы рассекаемой ткани, а также способности останавливать кровотечение из мелких сосудов. Все свойства изученных в экспериментах позитивных свойств этих инструментов дали дорогу их широкому хирургическому применению. Начиная с начала 1990-х годов ультразвуковые скальпели и ножницы стали производиться американскими, немецкими и японскими фирмами, а в литературе можно найти[где?] более 450 статей по применению этих инструментов абдоминальной, торакальной и ЛОР-хирургии, оперативном акушерстве и гинекологии, а также ортопедии.
В 1966 году перешёл на работу в Лабораторию кровообращения (руководитель профессор Георгий Павлович Конради) Института физиологии им. И. П. Павлова АН СССР, где изучал механизмы вазомоторной регуляции. В 1978 г. им защищена докторская диссертация на тему «Симпатические нейроны спинного мозга». В этой работе была представлена новая классификация симпатических преганглионарных нейронов и выделены две ранее неизвестные группы — симпатические нейроны передних рогов с b-аксонами и симпатические нейроны промежуточной зоны с c-аксонами. Был разработан метод поэтапной антидромной идентификации нейронной системы эфферентного звена вазомоторной регуляции, в результате которой впервые были зарегистрированы и изучены симпатоактивирующие нейроны вазомоторного центра продолговатого мозга. В этот период под руководством В. П. Лебедева выполнено 5 кандидатских диссертаций.

## Транскраниальная электростимуляция
Начиная с 1981 года в рамках Лаборатории кровообращения В. П. Лебедевым было предпринято изучение возможности неинвазивной [[ТЭС-терапия|транскраниальной электростимуляции]] антиноцицептивных (эндорфинергических) структур мозгового ствола. Впервые при разработке физиотерапевтического метода был применен возможный арсенал самых современных нейрофизиологических, биохимических, биофизических, иммуноцитохимических, нейрофармакологических методов с непременным использованием количественной оценки результатов. Проработка возможных применений метода производилась на экспериментально-патологических моделях.
Итогом этих исследований явилась разработка селективной активации защитных механизмов мозга с помощью неинвазивной транскраниальной электростимуляции, зарегистрированной как научное открытие (с приоритетом 1996 г.). Для стимуляции этих разработок в Институте физиологии имени И. П. Павлова был выделен сектор механизмов транскраниальной электростимуляции под руководством главного научного сотрудника В. П. Лебедева, которому в 1993 году было присвоено звание профессора.
На основании полученных данных был создан модельный ряд лечебных аппаратов ТРАНСАИР, которые выпускаются серийно и применяются в различных отраслях медицины — невропатологии, анестезиологии, гастроэнтерологии, акушерстве и гинекологии, оториноларингологии, наркологии, травматологии, спортивной медицине. Аппараты «Трансаир» демонстрировались на выставках «Высокие технологии» (июнь 2007 года) и «Здравоохранение — 2007» (декабрь 2007 года). В последнее время аппараты транскраниальной электростимуляции стали применять также и в ветеринарии.
В период 1985—2008 годах под руководством В. П. Лебедева был выполнен ряд экспериментальноклинических диссертаций — 59 кандидатских диссертаций, а также фрагментов 14 докторских диссертаций. За эту работу в 2004 году Лебедев был удостоен премии Правительства РФ, а в 2008 году — званием Заслуженный деятель наук РФ. В. П. Лебедев является автором около 400 научных публикаций, редактором и соавтором двух томов фундаментальных сборников «Транскраниальная электростимуляция» и ряда методических пособий для практических врачей.
В 1992 году при Институте физиологии имени И. П. Павлова РАН был основан центр транскраниальной электростимуляции (Центр ТЭС). В настоящее время ТЭС-центры работают в Белоруссии, на Украине, Казахстане, Болгарии, Израиле. Для пропаганды метода В. П. Лебедевым были организованы широкие научно-практические и конференции. Этому методу был посвящён ряд лекций, прочитанных В. П. Лебедевым в университетах и лечебных учреждениях США, Канады, ФРГ, Болгарии, Австрии, Израиле, а также на конференциях и симпозиумах, организованных международными научными организациями: Организацией по изучению мозга, Американского общества нейронаук, Ассоциации по изучению боли, Общества функциональной электростимуляции. В нашей стране В. П. Лебедев является председателем секции «Прикладная нейрофизиология» Санкт-Петербургского общества физиологов, биохимиков и фармакологов, председателем Проблемной комиссии по электростимуляции органов и тканей при Межведомственном совете РАМН по медицинской технике.

## Сборники научных статей
- Новый метод транскраниального электрообезболевания. Теоретические основы и практическая оценка / Ред. В. П. Лебедев. — Л.: Наука, 1987. — 60 с.
- Новый метод безлекарственного лечения / Ред. В. П. Лебедев. — СПб., 1993. — 133 с.
- Сборник тезисов докладов научно-практической конференции «Актуальные проблемы ТЭС-терапии». Санкт-Петербург, 20-21 ноября 2008 г.
- Транскраниальная электростимуляция. Экспериментально-клинические исследования: Сборник статей. Том 1 / Под ред. д.м.н. проф. В. П. Лебедева. — СПб.: Искусство России, 2005. — 528 c. — ISBN 5-900786-13-7.
- Транскраниальная электростимуляция. Экспериментально-клинические исследования: Сб. статей. Том 2 / Под ред. д.м.н. проф. В. П. Лебедева. — СПб.: Искусство России, 2005. — 464 c. — ISBN 5-900786-95-1.
- Транскраниальная электростимуляция. Экспериментально-клинические исследования: Сб. статей. Том 3 / Под ред. д.м.н. проф. В. П. Лебедева. — СПб.: ИПК «Вести», 2009. — 392 c. — ISBN 978-5-86153-222-8.

## Статьи, изданные в зарубежных изданиях
- Joy M.L.G., Lebedev V.P., Gati J.S. Imaging of current density and current pathways in rabbit brain during transcranial electrostimulation. // Trans. Biomed. Engineer., 1999, v 46, N 9, p. 1139—1149.
- Lebedev V.P., Illinsky O.B., Savchenko A.B., Kolosova L.I., Kovalevski A.V., Tsirulnikov E.M., Rychkova S.V., Melikhova M.V., Gerasimova L.I. Transcranial electrostimulation of the brain endorphinergic system as an example of the uninvasive functional electrostimulation of the brain homeostatic mechanisms: activation of tissue repair. // Proceedings of 4th Annual Conference of the Internat. Func. Electrostim. Soc., Japan, 1999, p. 215—218.
- V.P.Lebedev. Non-invasive transcranial electrostimulation (TES) of the brain antinociceptive system (ANS) as method of FES: an overview. 5th Annu Conference of the International Functional Electrical Stimulation Society Denmark, Aalbog, 2000, p. 123—127.
- M.L.G. Joy, V. P. Lebedev, R. Yoon. Imaging current density in living animals using MRI. 5th Annu Conference of the International Functional Electrical Stimulation Society, Denmark, Aalborg,2000, p 230—234.
- Lebedev V.P., Malygin A.V., Kovalevski A.V., Rychkova S.V., Sisoev V.N., Kropotov S.P., Krupitski E.M., Gerasimova L.I., Glukhov D.V., Kozlowski G.P. Devices for non-invasive transcranial electrostimulation of the brain endorphinergic system: application for improvement of human psycho-physiological status. Proceedings of 7th International Workshop on Functional Electrostimulation, Vienna, 2001 : 131—135.
- Lebedev V.P., Malygin A.V., Kovalevski A.V., Rychkova S.V., Sisoev V.N., Kropotov S.P., Krupitski E.M., Gerasimova L.I., Glukhov D.V., Kozlowski G.P. Devices for noninvasive transcranial electrostimulation of the brain endorphinergic system: application for improvement of human psycho-physiological status. Artificial Organs, 2002, v. 26, N 3, p. 248—251.

## Награды и премии
- заслуженный деятель науки РФ
- Государственная премия СССР (1972) — за разработку и применение в клинической практике методов ультразвукового соединения костей после переломов, ортопедических и торакальных операций, воссоздания костной ткани при заболеваниях и дефектах костей, а также ультразвуковой резки живых биологических тканей